# Zaratamo
Zaratamo è un comune spagnolo di 1 651 abitanti situato nella comunità autonoma dei Paesi Baschi.